# Liste paläolithischer Venusfigurinen
Diese Liste paläolithischer Venusfigurinen führt Funde altsteinzeitlicher Frauenstatuetten auf.

## Liste
| Name                           | Kultur (Epoche) | Mindestalter (cal. BP) | Klassifikation                                        | Fundort                                                    | Koordinaten Fundort              | Material                         | Bild      |
| ------------------------------ | --------------- | ---------------------- | ----------------------------------------------------- | ---------------------------------------------------------- | -------------------------------- | -------------------------------- | --------- |
| Venusfigurinen von Andernach   | Magdalénien     | 14000                  | Rhein-Donau-Gruppe                                    | Deutschland, Andernach                                     | 50° 26′ 1″ N, 7° 24′ 0,7″ O      | Elfenbein                        |           |
| Venusfigurinen von Awdejewo    | Gravettien      | 25000                  | Russische Gruppe                                      |                                                            |                                  | Mammutelfenbein                  |           |
| Venusfigurinen von Balzi Rossi | Gravettien      | 25000                  | Italienische Gruppe                                   |                                                            |                                  | Steatit                          |           |
| Venus von Bédeilhac            | Magdalénien     | 14000                  | Pyrenäen-Aquitanien-Gruppe                            |                                                            |                                  |                                  |           |
| Venus von Berekhat Ram         | Acheuléen       | 250000                 | Figürlicher Charakter umstritten                      | Israel, Golanhöhen                                         |                                  | Tuff                             |           |
| Venusfigurinen von Bouret      | Gravettien      | 25000                  | Sibirische Gruppe                                     |                                                            |                                  | Elfenbein, Serpentin             |           |
| Venus von Brassempouy          | Gravettien      | 21000–26000            | Fragment: Kopf mit Gesichtszügen                      | Grotte du Pape, Brassempouy Frankreich                     |                                  | Elfenbein                        |           |
| Venus von Breitenbach          | Aurignacien     | 34000                  | Fragment: Brust und Oberschenkel                      | Deutschland, Breitenbach                                   | 51° 0′ 32,1″ N, 12° 5′ 8,2″ O    | Mammutelfenbein                  |           |
| Venus von Courbet              | Magdalénien     | 14000                  | Pyrenäen-Aquitanien-Gruppe                            |                                                            |                                  |                                  |           |
| Venus von Dolní Věstonice      | Gravettien      | 25000                  | Rhein-Donau-Gruppe                                    | Tschechien, Dolní Věstonice                                | 48° 53′ 11,9″ N, 16° 39′ 14,7″ O | Ton                              |           |
| Venus von Jelissejewitschi     | Epigravettien   | 14000                  | Russische Gruppe                                      | Jelissejewitschi bei Schirjatino, Oblast Brjansk, Russland |                                  | Mammutelfenbein                  |           |
| Venus vom Abri d’Enval         | Magdalénien     | 14000                  | Pyrenäen-Aquitanien-Gruppe                            |                                                            |                                  |                                  |           |
| Venusfigurinen von Gagarino    | Gravettien      | 25000                  | Russische Gruppe                                      |                                                            |                                  | Mammutelfenbein                  |           |
| Venus vom Galgenberg           | Aurignacien     | 35000                  | Rhein-Donau-Gruppe                                    | Österreich, Stratzing                                      | 48° 26′ N, 15° 36′ O             | Grüner Serpentin                 |           |
| Venusfigurinen von Gönnersdorf | Magdalénien     | 14000                  | Rhein-Donau-Gruppe                                    | Deutschland, Gönnersdorf                                   | 50° 26′ 51,5″ N, 7° 24′ 55,6″ O  | Knochen, Geweih, Elfenbein       |           |
| Venus vom Hohlefels            | Aurignacien     | 35000                  | Rhein-Donau-Gruppe                                    | Deutschland, Schelklingen                                  | 48° 22′ 45″ N, 9° 45′ 14″ O      | Mammutelfenbein                  |           |
| Venus impudique                | Magdalénien     | 14000                  | Pyrenäen-Aquitanien-Gruppe                            |                                                            | 44° 57′ 3,5″ N, 0° 59′ 57″ O     | Elfenbein                        |           |
| Venus vom Kesslerloch          | Magdalénien     | 14000                  | Rhein-Donau-Gruppe                                    |                                                            |                                  |                                  |           |
| Venusfigurinen von Kostjonki   | Gravettien      | 25000                  | Russische Gruppe                                      | Kostjonki 1, Russland                                      | 51° 23′ 45,5″ N, 39° 2′ 28,8″ O  | Mammutelfenbein, Kalkstein       |           |
| Venus von Lespugue             | Gravettien      | 25000                  | Pyrenäen-Aquitanien-Gruppe                            |                                                            |                                  | Mammutelfenbein (Wollhaarmammut) |           |
| Venusfigurinen von Mainz       | Gravettien      | 20000                  | Rhein-Donau-Gruppe                                    |                                                            |                                  | Sandstein                        |           |
| Venusfigurinen von Malta       | Gravettien      | 25000                  | Sibirische Gruppe                                     |                                                            |                                  | Mammutelfenbein                  | Faksimile |
| Venus von Mas d’Azil           | Magdalénien     | 14000                  | Pyrenäen-Aquitanien-Gruppe                            |                                                            | 43° 4′ 10″ N, 1° 21′ 17″ O       | Zahn eines Pferdes               |           |
| Venus von Mauern               | Gravettien      | 25000                  | Rhein-Donau-Gruppe                                    | Deutschland, Mauern                                        | 48° 46′ 30″ N, 11° 3′ 8″ O       | Kalkstein                        |           |
| Venus von Milandes             | Gravettien      | 25000                  | Pyrenäen-Aquitanien-Gruppe                            |                                                            |                                  |                                  |           |
| Venus von Monpazier            | Gravettien      | 25000                  | Pyrenäen-Aquitanien-Gruppe                            |                                                            |                                  |                                  |           |
| Venusfigurinen von Monruz      | Magdalénien     | 14000                  | Rhein-Donau-Gruppe                                    | Schweiz, Neuchâtel-Monruz                                  | 563663 / 205951                  | Gagat                            |           |
| Venus von Moravany             | Gravettien      | 25000                  | Rhein-Donau-Gruppe                                    |                                                            |                                  | Mammutelfenbein                  |           |
| Venusfigurinen von Nebra       | Magdalénien     | 14000                  | Rhein-Donau-Gruppe                                    | Deutschland, Nebra                                         | 51° 17′ 7,4″ N, 11° 34′ 33,1″ O  | Elfenbein, Knochen               |           |
| Venusfigurinen von Oelknitz    | Magdalénien     | 13000                  | Rhein-Donau-Gruppe                                    |                                                            |                                  | Elfenbein, Geröll                |           |
| Venusfigurinen von Parabita    | Gravettien      | 25000                  | Italienische Gruppe bzw. Malta-Sizilien-Gruppe        |                                                            |                                  |                                  |           |
| Venusfigurinen vom Petersfels  | Magdalénien     | 14000                  | Rhein-Donau-Gruppe                                    | Deutschland, Engen                                         | 47° 51′ 41″ N, 8° 48′ 21″ O      | Gagat                            |           |
| Venus von Petřkovice           | Gravettien      | 25000                  | Rhein-Donau-Gruppe                                    | Landek bei Petřkovice, Tschechien                          |                                  | Hämatit                          |           |
| Venusfigurinen von Předmosti   | Gravettien      | 25000                  | Rhein-Donau-Gruppe                                    |                                                            |                                  |                                  |           |
| Venus von Renancourt           | Gravettien      | 23000                  | Pyrenäen-Aquitanien-Gruppe                            | Frankreich, Renancourt-lès-Amiens                          |                                  | Kalkstein                        |           |
| Venus von Savignano            | Gravettien      | 25000                  | Italienische Gruppe                                   |                                                            |                                  | Serpentin                        |           |
| Venus von Sireuil              | Gravettien      | 25000                  | Pyrenäen-Aquitanien-Gruppe                            |                                                            |                                  |                                  |           |
| Venus von Tan-Tan              | Acheuléen       | 300000                 | Marokko-Mauretanien, Figürlicher Charakter umstritten |                                                            |                                  |                                  |           |
| Venus von Tursac               | Gravettien      | 27000                  | Pyrenäen-Aquitanien-Gruppe                            | Frankreich, Tursac                                         | 44° 58′ 38,6″ N, 1° 3′ 13,9″ O   | Kalzit                           |           |
| Venus von Waldstetten          | Magdalénien     | 15000                  | Rhein-Donau-Gruppe                                    | Deutschland, Waldstetten-Schlatt                           | 48° 46′ 40,8″ N, 9° 49′ 4,2″ O   | Quarzitgeröll                    |           |
| Venus von Willendorf           | Gravettien      | 25000                  | Rhein-Donau-Gruppe                                    | Österreich, Willendorf                                     | 48° 19′ N, 15° 23′ O             | Oolith                           |           |
| Venusfigurinen von Saraisk     | Gravettien      | 25000                  | Russische Gruppe                                      |                                                            |                                  | Elfenbein                        |           |

## Dokumentationen
- Lady Sapiens – Auf den Spuren eines Steinzeit-Mythos. (Originaltitel: Lady Sapiens, à la recherche des femmes de la préhistoire.) TV-Dokumentation von Thomas Cirotteau (Regie), F/CDN/B/J/USA 2021, deutsche Synchronfassung ZDF/ZDFinfo 2022.